# Christian Nicolau
Pour les articles homonymes, voir Nicolau.
Christian Nicolau (né le 3 février 1947 à La Tronche) est un athlète français spécialiste du 400 mètres.

## Carrière
Il remporte le 400 m des Championnats de France 1967 dans le temps de 47 s 5. Sélectionné en équipe de France lors des Championnats d'Europe de 1969, Christian Nicolau s'adjuge le titre continental du relais 4 × 400 mètres aux côtés de Gilles Bertould, Jacques Carette et Jean-Claude Nallet. L'équipe de France établit le temps de 3 min 02 s 3 et devance finalement l'URSS et la République fédérale d'Allemagne.
Licencié au Grenoble Union Club, il a pour record personnel sur 400 mètres les 45 s 77 de son record de France (égalé) établi en 1968.
Il compte 20 sélections en équipe de France, dont une l'emmena en finale olympique du 4X400 m des jeux de Mexico en 1968.

## Palmarès
| Date | Compétition           | Lieu    | Place | Épreuve   |
| ---- | --------------------- | ------- | ----- | --------- |
| 1969 | Championnats d'Europe | Athènes | 1er   | 4 × 400 m |

- Champion de France du 400 m en 1967.

## Records personnels
- 400 m : 45 s 77 (1968)